# European Data Format
Das European Data Format (EDF) ist ein Datenformat, das den Austausch und die Speicherung von Biosignalen und anderen Daten aus biologischen Zeitreihen erlaubt. Als offenes und nicht-proprietäres Format gestattet EDF zusammen mit seiner Weiterentwicklung EDF+, Daten, die mit kommerziellen Geräten erhoben wurden, in einem neutralen Format zu archivieren, auszutauschen und zu analysieren. Daten, die mit EDF und EDF+ kodiert werden können, sind beispielsweise Signale, die über eine Elektroenzephalographie, ein Elektrokardiogramm und ähnliche Technologien gewonnen wurden. EDF ist heute das Standardformat für die Aufzeichnung von Polysomnographien.

## EDF (ursprüngliche Version)
EDF wurde erstmals im Jahre 1992 publiziert. Mit Hilfe des Formats können Mehrkanalinformationen gespeichert werden, wobei jeder Kanal eine eigene Samplingrate haben kann. Jede EDF-Datei besteht aus einem Header und einem oder mehreren Daten-Records. Der Header enthält allgemeine Informationen (Metadaten wie z. B. Patienten-Identifikation und Startzeit der Aufzeichnung) sowie technische Spezifikationen der Aufzeichnung wie Kalbrierungsdaten, Samplingrate, Filtereinstellungen etc. in ASCII-Form. Die Daten-Records enthalten die Aufzeichnungen in einem binären Format, das aus little-endian-kodierten Ganzzahlen in 16-bit-Auflösung besteht.

## EDF+ (Weiterentwicklung)
Das Nachfolgeformat EDF+ wurde im Jahre 2003 veröffentlicht. Es ist weitgehend kompatibel zu EDF, so dass Software, mit der EDF-Dateien dargestellt werden können, auch EDF+-Signale anzeigen kann (Aufwärts- und Abwärtskompatibilität). Im Gegensatz zu EDF können mit EDF+ auch diskontinuierliche Signale, Anmerkungen, Stimuli und Ereignisse, letztere in UTF-8-Kodierung, gespeichert werden. EDF+ ist ein Standardformat in der Medizintechnik, z. B. für Polysomnographie, EKG und EMG.